# Odontoclasto
Un odontoclasto es un clasto, es decir, un tipo de célula grande y multinucleada, semejante a los osteoclastos, cuya función es la reabsorción fisiológica de los distintos tipos de matriz mineralizada del diente. Se denominan cementoclastos si reabsorben el cemento dental, mientras que se llaman dentinoclastos si reabsorben la dentina. También se llaman odontoclastos a las células que reabsorben los tejidos del diente primario. Los odontoblastos proceden al igual de los odontoclastos de mononucleados sanguíneos, activándose y generando sus típicos podosomas al entrar en contacto con la dentina que debe ser reabsorbida.